# Гомес, Марлон
Ма́рлон Го́мес Клауди́но (порт.-браз. Marlon Gomes Claudino; род. 14 декабря 2003, Рио-де-Жанейро, Бразилия) — бразильский футболист, полузащитник донецкого «Шахтёра».

## Клубная карьера
Гомес — воспитанник клубов «Новос Талантос», «Нова-Игуасу» и «Васко да Гама». 20 июля 2022 года в матче против «Итуано» он дебютировал в бразильской Серии B в составе последних. 13 августа в поединке против «Томбенсе» Марлон забил свой первый гол за «Васко да Гама».

## Международная карьера
В 2023 году в составе молодёжной сборной Бразилии Гомес стал победителем молодёжного чемпионата Южной Америки в Колумбии. На турнире он сыграл в матчах против сборных Перу, Аргентины, Эквадора, Венесуэлы, а также дважды против Колумбии и Парагвая. В поединке против парагвайцев Жиоване забил гол.

## Достижения
«Шахтёр» (Донецк)
- Чемпион Украины: 2023/24
- Бронзовый призёр чемпионата Украины: 2024/25
- Обладатель Кубка Украины (2): 2023/24, 2024/25

Сборная Бразилии
- Чемпион молодёжного чемпионата Южной Америки: 2023